# Trieu-Courrière
Trieu-Courrière appelé aussi Trieu, Le Trieu ou Trieu d'Avillon  (en wallon : Trî-Côrire ou Trî d'Avillon) est une localité de la commune belge d'Assesse située en Région wallonne dans la province de Namur.
Avant la fusion des communes de 1977, la localité faisait partie de la commune de Courrière qu'elle formait avec Petit-Courrière situé plus au sud.

## Situation
La localité est située à environ 13 km au sud-est de Namur à proximité du carrefour de deux axes routiers d'importance : l'autoroute E411  et la route nationale 4. Le village est aussi traversé par la ligne ferroviaire 162 Namur-Luxembourg (halte à la gare de Courrière). Elle avoisine les localités de Sart-Bernard, Sorinne-la-Longue et Petit-Courrière.

## Toponymie
Un trieux, ainsi que les variantes tri, triche, trixhe ou try, est un mot wallon, provenant du moyen-néerlandais "driesch" signifiant : friche. Au cours du temps cette signification a évolué de façon à désigner spécifiquement la prairie commune qu'on retrouvait dans les villages du sud des anciens Pays-Bas.

## Patrimoine
L'église du Sacré-Cœur de style néo-gothique bâtie en moellons de grès et calcaire possède une flèche élancée construite sur la croisée du transept. Elle a été bâtie selon les plans de l’architecte Jean-Baptiste Béthune en 1872. Incendiée en 1940, elle est restaurée par l’architecte  René Alsteen. Les vitraux de Paul-Emile Probst ont été placés entre 1967 et 1972.
La localité possède aussi trois petites chapelles : une en grès et pierre de taille dédiée à Notre-Dame de Lourdes.  Une autre en pierre calcaire dédiée à l'Immaculée Conception. Une troisième située rue du Frénois.

## Activités
À côté de l'église, se trouve l'école libre du Sacré-Cœur.